# Козловский, Альфред Иванович
Альфре́д Ива́нович Козло́вский (укр. Альфред Іванович Козловський; 14 сентября 1929, Днепропетровск — 24 января 2013) — украинский металлург, директор Нижнеднепровского трубопрокатного завода (1989—2001). Герой Социалистического Труда (1990). Герой Украины (1999).

## Биография
Закончил Днепропетровский металлургический институт (1959), металлург.
После окончания института работал нормировщиком, мастером и механиком трубопрокатного цеха; в 1962—1980 годах — заместитель начальника цеха, начальник трубопрокатных цехов № 3 и № 4 колесопрокатного цеха; в 1980—1989 — главный инженер — заместитель директора; в 1989—1992 — директор Нижнеднепровского трубопрокатного завода. В 1992—2001 годах — генеральний директор ОАО «Нижнеднепровский трубопрокатный завод» им. К. Либкнехта.
Депутат Днепропетровского областного совета (с 1994); председатель совета директоров предприятий объединения трубных заводов Украины (с 1990); член Совета экспортеров при КМ Украины (с 1999).
Соавтор 60 изобретений и около 45 рацпредложений, около 90 научных публикаций.
В последние годы жизни А. И. Козловский продолжал деятельность в должности директора института развития ОАО «Интерпайп-НТЗ».
Ушел из жизни 24 января 2013 года. Похоронен в Днепропетровске на Запорожском кладбище.

## Награды и звания
- Герой Социалистического Труда — Указом № УП — 1219 Президента СССР Михаила Сергеевич Горбачёва «О присвоении звания Героя Социалистического Труда тов. Козловскому А. И.» от 26 декабря 1990 года «за большой личный вклад в достижение предприятием высоких технико-экономических показателей, освоение новых высокоэффективных видов продукции на основе внедрения прогрессивных технологий»[2].;
- Награждён орденами Ленина (1990), Трудового Красного Знамени (1971), Дружбы народов (1980), а также медалями;
- Герой Украины (с вручением ордена Державы, 14.09.1999)[3];
- Знак отличия Президента Украины — юбилейная медаль «20 лет независимости Украины» (19 августа 2011 года)[4];
- Награждён юбилейным орденом «1020-летия Крещения Руси»[5].
- Академик АИНУ (1991);
- Лауреат Государственной премии Украины в области науки и техники (2004)[6];
- Заслуженный изобретатель УССР (1989);
- Почетный гражданин Днепропетровска.